# Anna Maria Martinozzi
Anna Maria Martinozzi (Roma, 1637 – Parigi, 4 febbraio 1672) fu una delle cosiddette Mazarinettes, cioè una delle nipoti del cardinale Mazzarino. Suo zio le fece sposare il principe Armando di Borbone-Conti, capostipite del ramo cadetto Borbone-Conti.

## Biografia
Era figlia del conte romano Girolamo Martinozzi, e di una sorella del cardinale Mazzarino, Laura Margherita Mazzarino.
Venuta in Francia al seguito dello zio, già da allora appena decenne affascinava per la sua bellezza ed i biondi capelli. Lo zio cardinale desiderò in un primo tempo farle sposare il duca di Candale, ma questi preferì per quel momento mantenersi libero e prendere tempo.
Anna Maria sposò il 21 febbraio 1654 il principe Armando di Borbone-Conti e lo zio Mazzarino le donò una dote di 600.000 lire. Dal giugno 1654 il principe la dovette lasciare per assumere il comando in Catalogna.
Ella non lo rivide che il 30 novembre 1656, quando lo raggiunse nel suo castello di Grange-des-Prés, presso Pézenas, ove il principe si accingeva ad aprire gli Stati Generali della Linguadoca, ma egli la dovette lasciare nuovamente nella primavera del 1657 per riprendere la guerra in Spagna.
Dopo la guarigione da una grave malattia, Anna Maria si rifugiò nella religione e fece di sé una benefattrice. Ella influì anche sul marito, che ricostruì la Guienna da lui devastata durante il periodo della Fronda nobiliare.
La principessa divenne vedova nel 1666 e morì di un attacco apoplettico sei anni dopo. Il suo corpo fu inumato nella chiesa di Saint-André-des-Arcs, ove i suoi due figli fecero erigere una tomba dallo scultore François Girardon, mentre il suo cuore fu posto nella chiesa delle carmelitane di rue Saint-Jacques a Parigi.
Nel suo testamento ella dispose che l'educazione dei suoi figli fosse affidata alla loro zia duchessa di Longueville e nominò loro tutore lo zio Luigi II di Borbone, principe di Condé. Gran parte della sua eredità andò ai poveri ed ai servitori e la sua dote fu in gran parte restituita.

## Discendenza
Dal marito, Armando di Borbone-Conti, Anna Maria ebbe tre figli: 
- Luigi (6 settembre 1658 - 14 settembre 1658);
- Luigi Armando II, II principe di Conti (1661 – 1685); sposò Maria Anna di Borbone, senza discendenza;
- Francesco Luigi, III principe di Conti e re titolare di Polonia (1664 – 1709); detto le Grand Conti. Sposò Maria Teresa di Borbone, con discendenza. Bisessuale, ebbe numerose relazioni adultere e potrebbe essere stato il padre naturale di Maria Anna di Borbone-Condé, la cui madre, Luisa Francesca, era figlia illegittima di Luigi XIV di Francia e della Montespan.